# Hitting the Apex
Hitting the Apex (conocida en Italia como Fino all’ultima staccata) es una película de deporte y documental de 2015, dirigida por Mark Neale, que a su vez la escribió, musicalizada por Tomandandy, en la fotografía estuvo Grant Gee, Christopher Norr y Jan Zabeil, los protagonistas son Marc Márquez, Jorge Lorenzo y José Manuel Lorenzo, entre otros. El filme fue realizado por The First Movie Company, se estrenó el 2 de septiembre de 2015.

## Sinopsis
Trata sobre seis de los pilotos de motocicleta más veloces que han existido, y del futuro que les aguardaba en la cima de este deporte.